# Miasta w Kosowie
Według danych oficjalnych pochodzących z 2011 roku Kosowo posiadało ponad 30 miast o ludności przekraczającej 3 tys. mieszkańców. Stolica kraju Prisztina jako jedyne miasto liczyło ponad 100 tys. mieszkańców; 2 miasta z ludnością 50÷100 tys., 5 miast z ludnością 25÷50 tys. oraz reszta miast poniżej 25 tys. mieszkańców.

## Największe miasta w Kosowie
Największe miasta w Kosowie według liczebności mieszkańców (stan na 31.03.2011):
| L.p. | Miasto    | Region    | Liczba ludności |
| ---- | --------- | --------- | --------------- |
| 1.   | Prisztina | Prisztina | 145 149         |
| 2.   | Prizren   | Prizren   | 85 119          |
| 3.   | Mitrowica | Mitrowica | 71 601          |
| 4.   | Gnjilane  | Gnjilane  | 54 239          |
| 5.   | Peć       | Peć       | 48 962          |
| 6.   | Uroševac  | Uroševac  | 42 628          |
| 7.   | Djakowica | Peć       | 40 827          |
| 8.   | Vučitrn   | Mitrovica | 27 272          |
| 9.   | Podujevo  | Prisztina | 23 453          |

## Alfabetyczna lista miast w Kosowie
Tabela przedstawia miasta Kosowa razem z podaną szacunkową liczbą ludności na rok 2011
| Miasto            | Nazwa albańska (serbska)        | Spis ludności 2011 |
| ----------------- | ------------------------------- | ------------------ |
| Hajvali           | Hajvali (Ajvalija)              | 7,391              |
| Bresje            | Bresje (Bresje)                 | 5,596              |
| Damjan            | Damjan (Damjane)                | 5,133              |
| Djakowica         | Gjakovë (Ðakovica)              | 40,827             |
| Gjonaj            | Gjonaj (Đonaj)                  | 4,818              |
| Zhabar i Poshtëm  | Zhabar i Poshtëm (Donje Žabare) | 7,394              |
| Dushanovë         | Dushanovë (Dušanovo)            | 9,398              |
| Glogovac          | Gllogoc (Glogovac)              | 6,143              |
| Gnjilane          | Gjilan (Gnjilane)               | 54,239             |
| Istok             | Istog (Istok)                   | 5,115              |
| Junik             | Junik (Junik)                   | 6,053              |
| Kačanik           | Kaçanik (Kačanik)               | 10,393             |
| Klina             | Klinë (Klina)                   | 5,542              |
| Korishë           | Korishë (Koriša)                | 5,279              |
| Kosovska Kamenica | Kamenicë (Kosovska Kamenica)    | 7,331              |
| Kosowe Pole       | Fushë Kosovë (Kosovo Polje)     | 12,919             |
| Mitrowica         | Mitrovicë (Kosovska Mitrovica)  | 46,23              |
| Lipljan           | Lipjan (Lipljan)                | 6,87               |
| Lubizhdë          | Lubizhdë (Ljubižda)             | 5,982              |
| Mamuša            | Mamushë (Mamuša)                | 5,507              |
| Matiçan           | Matiçan (Matičane)              | 13,876             |
| Mejë              | Mejë (Meja)                     | 4,888              |
| Mushtisht         | Mushtisht (Mušutište)           | 3,394              |
| Obilić            | Obiliq (Obilić)                 | 6,864              |
| Orahovac          | Rahovec (Orahovac)              | 15,892             |
| Peć               | Pejë (Peć)                      | 48,962             |
| Podujevo          | Podujevë (Podujevo)             | 23,453             |
| Prisztina         | Prishtinë (Priština)            | 145,149            |
| Prizren           | Prizren (Prizren)               | 85,119             |
| Srbica            | Skënderaj (Srbica)              | 6,612              |
| Suva Reka         | Suharekë (Suva Reka)            | 10,422             |
| Shipol            | Shipol (Šipolje)                | 4,834              |
| Štimlje           | Shtime (Štimlje)                | 7,255              |
| Uroševac          | Ferizaj (Uroševac)              | 42,628             |
| Vitina            | Viti (Vitina)                   | 4,924              |
| Vitomiricë        | Vitomiricë (Vitomirica)         | 5,409              |
| Vučitrn           | Vushtrri (Vučitrn)              | 27,272             |
| Žur               | Zhur (Žur)                      | 5,909              |